# ARC Oleiros
Der Associação Recreativa Cultural de Oleiros ist ein portugiesischer Fußballverein aus dem zentralportugiesischen Ort Oleiros.

## Geschichte
ARC Oleiros gründete sich am 10. Oktober 1976 und spielte lange Zeit nur im unterklassigen regionalen Amateurbereich. 2016 stieg die Mannschaft in das damals drittklassige Campeonato de Portugal auf und etablierte sich im hinteren Mittelfeld. 2021 verpasste sie bei einer Ligareform auf dem sechsten Platz ihrer Staffel zwei Punkte hinter AC Marinhense die Qualifikationsrunde zur neu eingeführten Liga 3 als dritthöchster Spielklasse und blieb somit in dem nun viertklassigen Campeonato de Portugal.